# Silnice II/182
Silnice II/182 je česká silnice II. třídy v Plzeňském kraji, která vede ze Stodu přes Merklín a Měčín do Petrovic. Je dlouhá 35,3 km a prochází dvěma okresy.

## Vedení silnice

### Plzeňský kraj

#### Okres Plzeň-jih
- Stod (odbočení z I/26)
- Lelov
- Líšina
- Čelákovy
- Zemětice (křiž. III/1821)
- Merklín (křiž. a peáž s II/183, odbočení III/1822)
- odbočka Otěšice (III/1823)
- Roupov (křiž. III/1825)

#### Okres Klatovy
- Vřeskovice (křiž. III/1826)

#### Okres Plzeň-jih
- Borovy (křiž. I/27)

#### Okres Klatovy
- Jíno
- odbočka Kaliště (III/1829)
- Stropčice

#### Okres Plzeň-jih
- Kbel (křiž. III/18210)
- Malinec

#### Okres Klatovy
- Měčín (křiž. II/117)
- Bíluky (křiž. III/18215)
- Petrovice (napojení na II/191)